# Nes (Ameland)

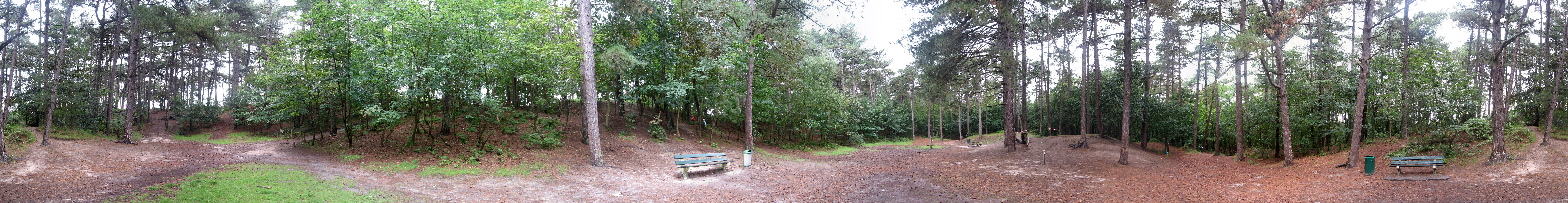
Il bosco di Nes

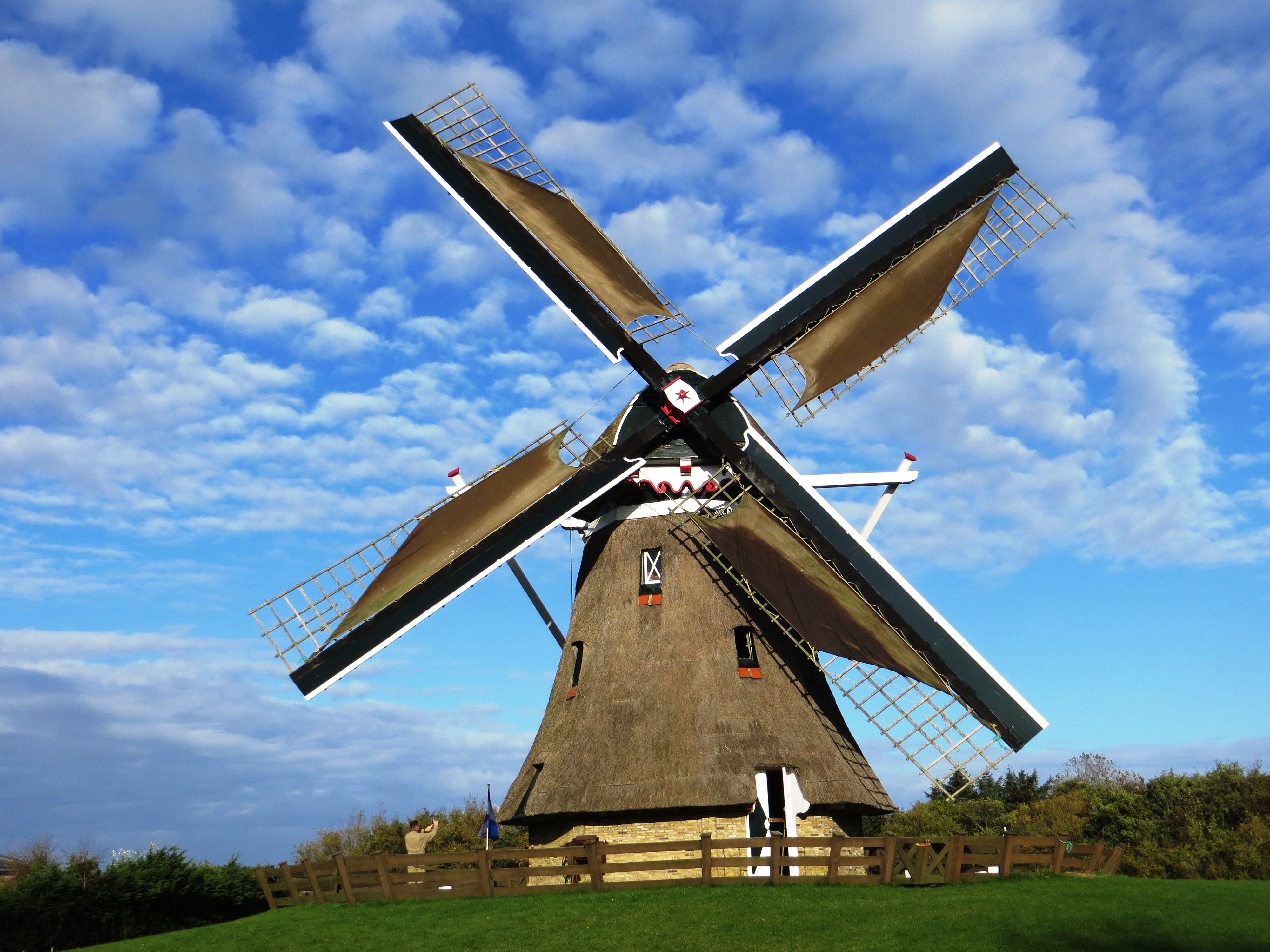
Nes (isola di Ameland): il mulino De Phenix, edificio classificato come rijksmonument

Nes (1.000 abitanti ca.) è un villaggio dell'isola (e comune) olandese di Ameland, isola sul Mare del Nord appartenente all'arcipelago delle Isole Frisone Occidentali e alla provincia della Frisia. Era un tempo il capoluogo dell'isola, ora spostato a Ballum.
La località rappresenta anche il punto di collegamento dell'isola di Ameland con la terraferma.

## Etimologia
Il toponimo Nes, attestato anticamente anche come Ness significa letteralmente "lingua di terra (che spunta dal mare)" ed è etimologicamente legato al vocabolo neus ("naso").

## Geografia fisica

### Collocazione
Nes si trova nella parte centrale dell'isola di Ameland e quasi di fronte alla costa settentrionale dell'isola stessa, ad est del capoluogo di Ameland, Ballum, e ad ovest di Buren.

## Società

### Evoluzione demografica
Al censimento del 2012, Nes contava una popolazione pari a 1.190 abitanti.

## Storia
Dal maggio 1940, Nes rappresenta il punto di collegamento via traghetto dell'isola di Ameland con la terraferma, segnatamente con la località di Holwerd. Fino ad allora, il punto di partenza e di arrivo dei traghetti era rappresentato da Ballum.

## Architettura
Nes vanta 50 edifici classificati come rijksmonumenten.

### Edifici e luoghi d'interesse

#### Chiesa di San Clemente
Tra gli edifici d'interesse di Nes, vi è la chiesa di San Clemente, costruita nel 1878-1879 su progetto di Pierre Cuypers.
Il 5 febbraio 2013 la chiesa è andata pressoché distrutta in seguito ad un incendio. Nel luglio dello stesso anno, è deciso di intraprendere l'opera di ricostruzione dell'edificio.

#### Mulino De Phenix
Altro edificio d'interesse è il mulino De Phenix, risalente al 1880.